# Acanalonia hadesensis
Acanalonia hadesensis är en insektsart som beskrevs av Caldwell 1938. Acanalonia hadesensis ingår i släktet Acanalonia och familjen Acanaloniidae. Inga underarter finns listade i Catalogue of Life.